# حافظه عضله
حافظه عضله یا حافظه عضلانی (معادل فارسی عبارت انگلیسی muscle memory) عبارتی است که گاهی برای توصیف یادگیری حرکتی به کار می‌رود، و در واقع جزئی از حافظه عملکردی است که مسئول یادگیری و به خاطر سپردن یک حرکت مشخص در اثر تمرین آن است. وقتی حرکتی به دفعات زیاد تکرار شود، حافظه‌ای عضلانی برای آن حرکت ایجاد می‌شود که اجازه می‌دهد آن حرکت بدون توجه و تمرکز مستقیم قابل اجرا باشد. نمونه‌های حافظه عضله را می‌توان در حرکاتی یافت که فراموش نمی‌شوند و با تمرین بهتر می‌شوند، نظیر دوچرخه‌سواری، تایپ کردن یا نواختن یک ساز موسیقی.